# Punkt dymienia
Punkt dymienia – najniższa temperatura, przy której ogrzewany olej lub tłuszcz zaczyna rozpadać się na glicerol i wolne kwasy tłuszczowe oraz traci wszelkie własności odżywcze. Dalszym etapem jest powstanie akroleiny, która wydziela się w postaci gryzącego dymu.
Po przekroczeniu punktu dymienia następuje temperatura zapłonu tłuszczu.
Punkt dymienia oleju lub tłuszczu jest kluczowym elementem smażenia, gdyż potrawy nabierają smaku spalenizny i stają się szkodliwe dla zdrowia. Smażony produkt zaczyna się degradować i wyzwalać substancje rakotwórcze. Za główny czynnik rakotwórczy uważana jest akroleina.
Należy pamiętać, iż sam punkt dymienia nie wystarczy, aby określić zdatność danego tłuszczu do smażenia. Ważne są również m.in. stabilność oksydacyjna, która może być mała pomimo wysokiej temp. punktu dymienia.
Punkt dymienia tłuszczu zależy głównie od zawartości wolnych kwasów tłuszczowych. Im tłuszcz zawiera w swoim składzie więcej wolnych kwasów tłuszczowych tym temperatura dymienia jest niższa.
Im wyższa temperatura dymienia danego tłuszczu, tym kwasy tłuszczowe zawarte w nim są odporniejsze na rozkład. Po przekroczeniu tego progu tłuszcz zaczyna dymić i wydzielać nieprzyjemny zapach, co obniża walory smakowe potrawy.
| Produkt                                            | Punkt dymienia °C                            |
| -------------------------------------------------- | -------------------------------------------- |
| olej arachidowy (wyciskany na gorąco, rafinowany)  | 230                                          |
| olej arachidowy (tłoczony na zimno, nierafinowany) | 170                                          |
| olej palmowy                                       | 220                                          |
| olej kokosowy                                      | 185–205                                      |
| smalec                                             | 121-218                                      |
| masło klarowane                                    | 200-205                                      |
| masło                                              | 150                                          |
| olej rzepakowy tłoczony na zimno                   | 130 - 190                                    |
| oliwa tłoczona na zimno                            | 130 - 180; według innych źródeł około 210 °C |
| olej sojowy                                        | 213                                          |
| olej słonecznikowy (rafinowany)                    | 210 - 225                                    |
| olej słonecznikowy (nierafinowany)                 | 107                                          |
| olej sezamowy (nierafinowany)                      | 177                                          |
| olej gorczycowy                                    | 254                                          |
| olej kartamusowy                                   | 150                                          |
| olej z orzecha włoskiego (nierafinowany)           | 160                                          |